# Castello di Ravensberg
Il castello di Ravensberg si trova nella Renania Settentrionale-Vestfalia, in Germania, a 269 m sul livello del mare, nella Foresta di Teutoburgo, a circa 2,5 km a sud di Borgholzhausen, nel distretto governativo (Regierungsbezirk) di Detmold e nel circondario (Kreis) di Gütersloh; non si trova quindi nella zona collinare di Ravensberg, da cui indirettamente prende il suo nome.

## Storia
Il castello fu costruito intorno al 1080 da Ermanno di Calvelage e fu la sede ancestrale dei Conti di Ravensberg fino al 1346, e viene menzionata per la prima volta in un documento nel 1141. L'edificio era circondato da una cinta muraria e da un fossato. L'accesso avveniva tramite una portineria con ponte levatoio. All'interno del castello c'erano edifici agricoli.
Dopo la morte di Bernardo di Ravensberg, l'ultimo conte di Ravensberg nel 1346, il castello fu ereditato dalla casa di Jülich-Kleve-Berg e successivamente della famiglia Hohenzollern. Durante la Guerra dei Trent'anni il castello passò di mano più volte.
Nel 1673 le truppe del principe-vescovo di Münster, Christoph Bernhard von Galen, attaccarono il castello e lo distrussero in gran parte. Nel 1695 i Drots ivi ospitati lasciarono gli edifici fatiscenti del castello. Negli anni successivi la costruzione cadde in rovina. Infine Federico Guglielmo I di Prussia, nel 1733, fece demolire tutti gli edifici in modo che le nuove case potessero essere costruite con le pietre. Fino ad oggi è rimasta solo il mastio.
Intorno al 1830 il presidente della Provincia di Vestfalia, Ludwig von Vincke, si è prodigato per la conservazione del castello, anche con la costruzione di una punto panoramico sul mastio. Nel 1868 nel cortile del castello fu costruita una casa, data in dotazione alla guardia forestale, per contribuire così alla sua conservazione.
Nel 2003 il castello è diventato proprietà della "Fondazione del castello di Ravensberg", istituita appositamente per preservarlo.
Nel 2006 il mastio è stato ampiamente ristrutturato. Il mastio alto circa 20 metri è accessibile dal 31 dicembre 2018 e offre un'ottima visuale a tutto tondo.
Nella zona si svolgono eventi storici ludici e offerte culturali.

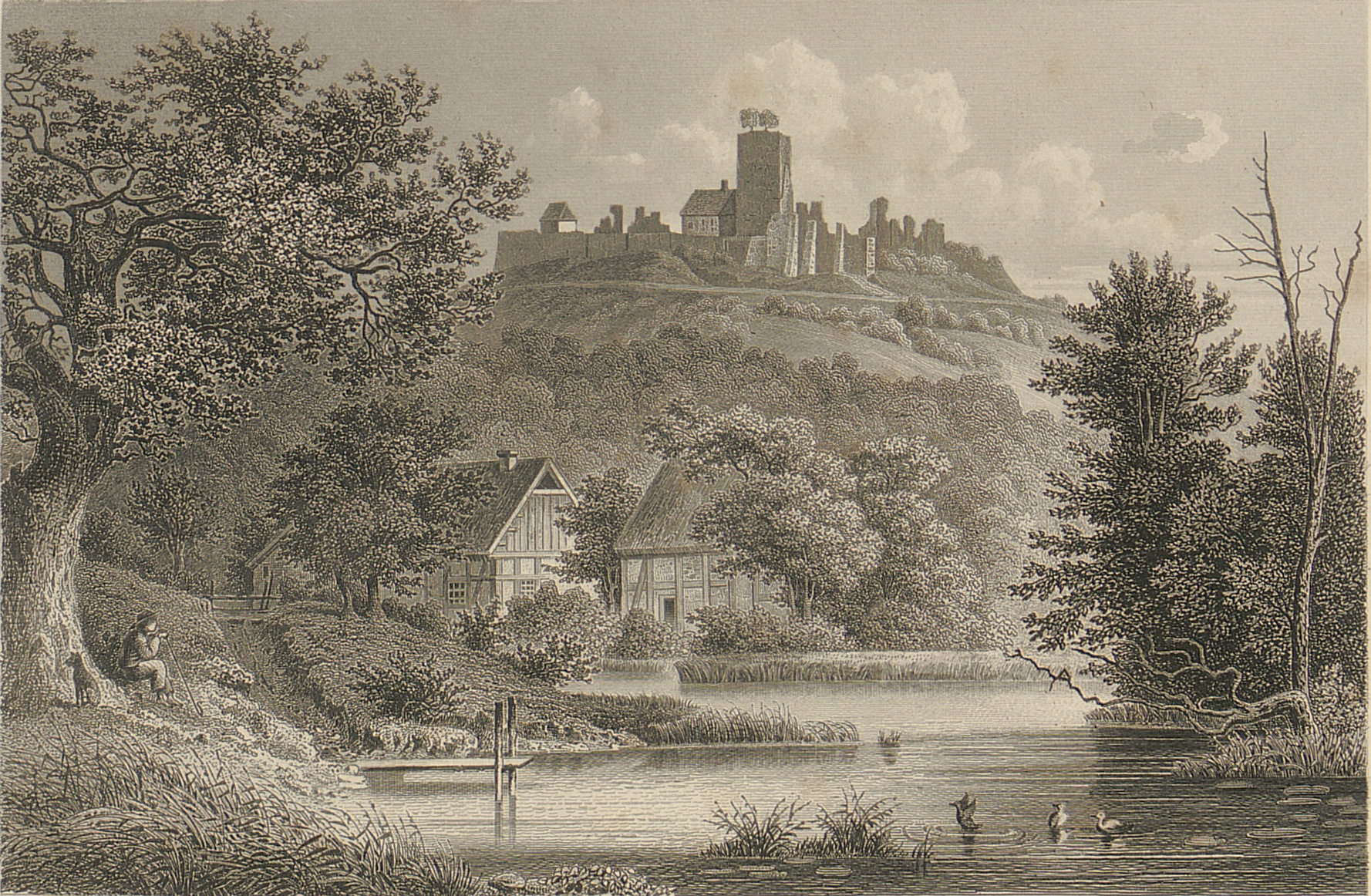
Vista del castello nel 1872
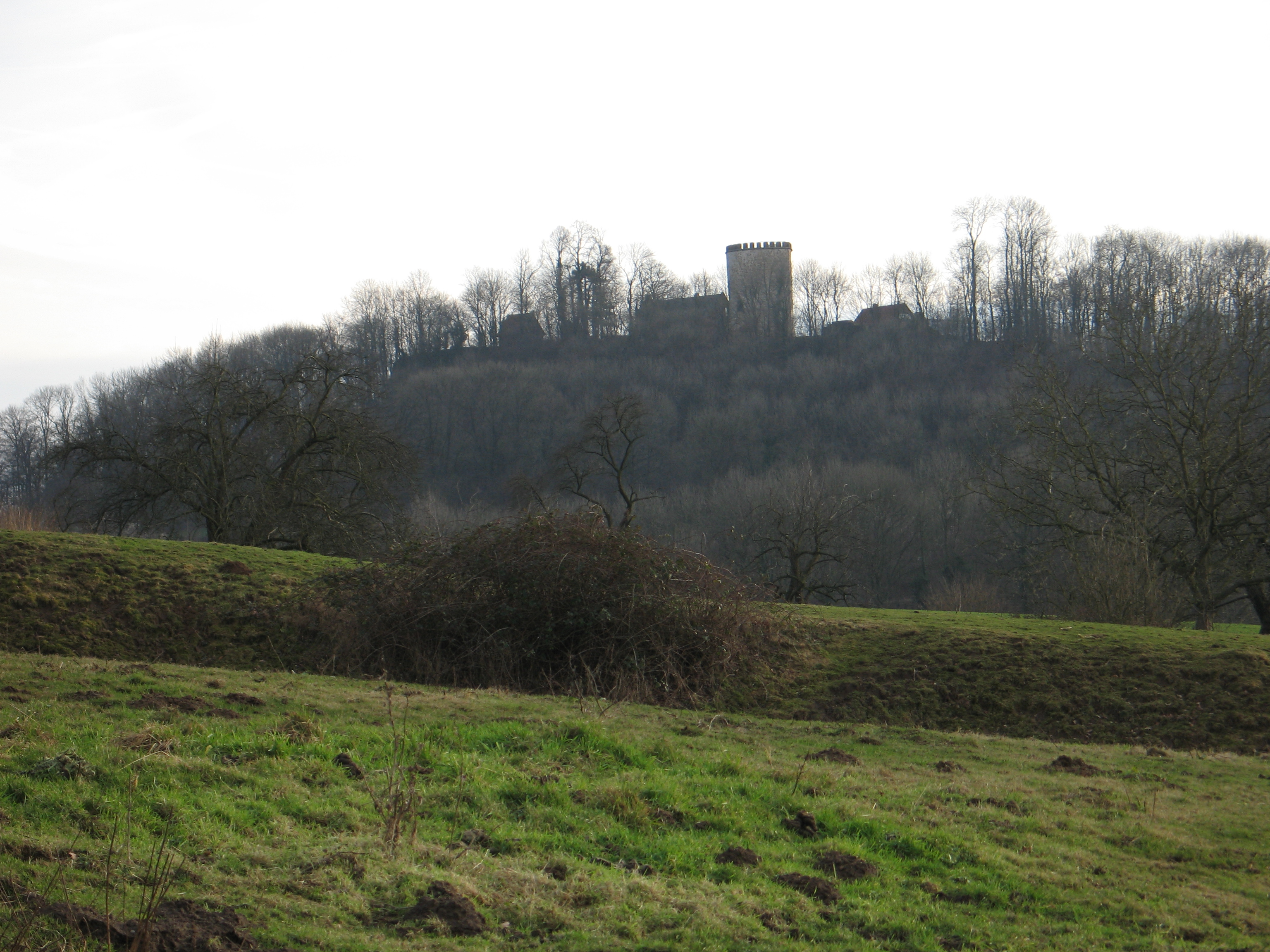
Il castello in inverno, visto da nord-ovest
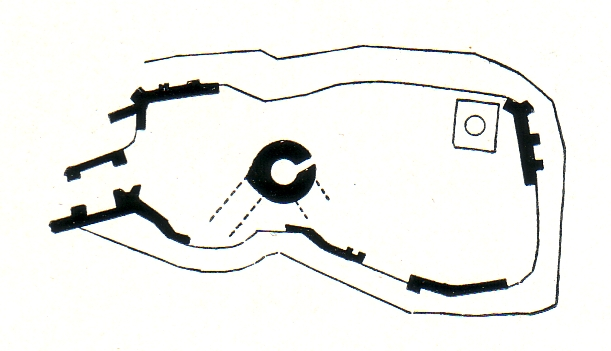
Planimetria del 1909
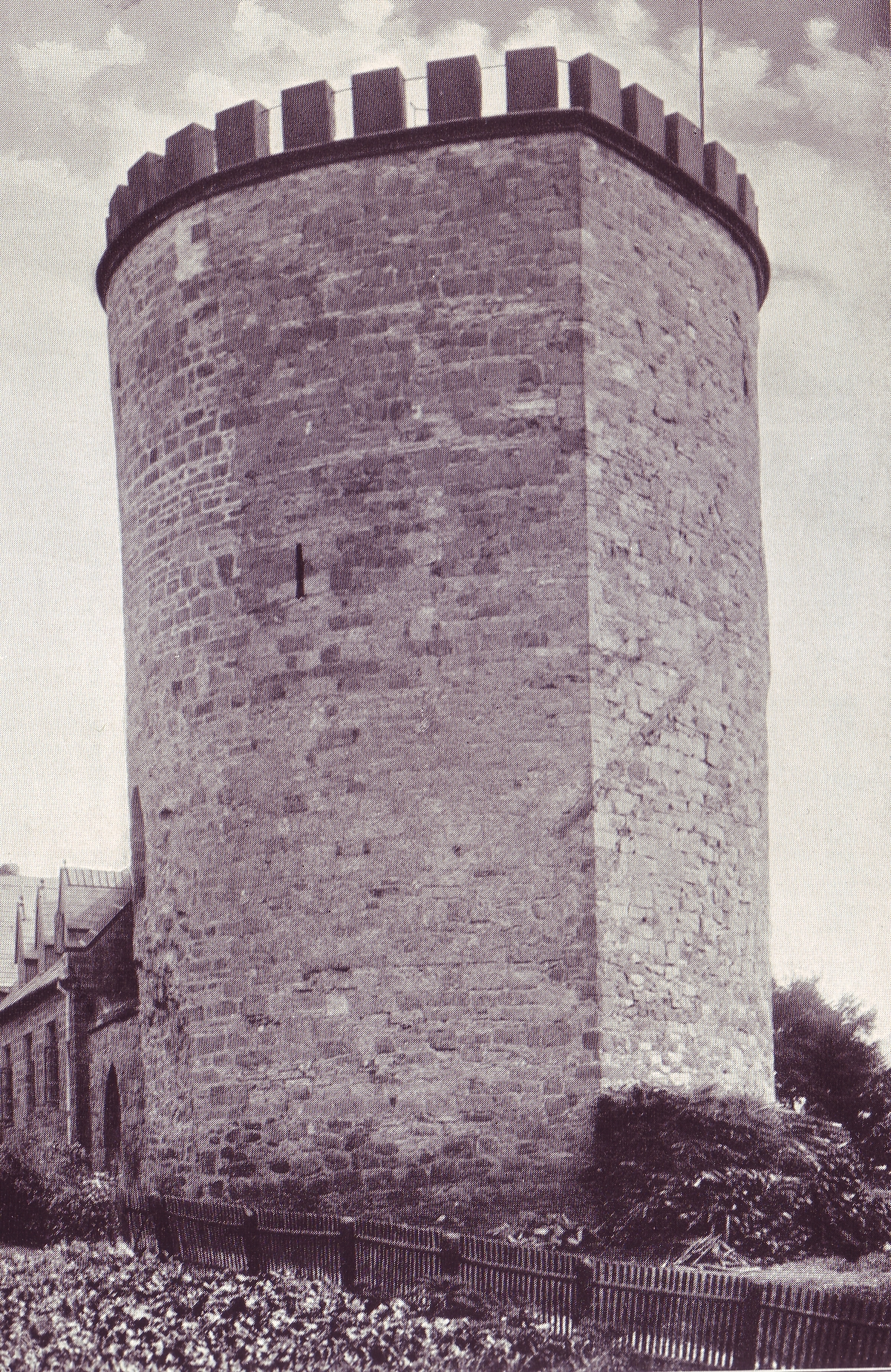
Torre di difesa nel 1897